# Памятник Гейдару Алиеву (Баку)
Памятник Гейдару Алиеву (азерб. Heydər Əliyevin heykəli) — памятник третьему президенту Азербайджана Гейдару Алиеву, воздвигнутый в столице Азербайджана, городе Баку. Авторами памятника являются российские скульпторы Салават Щербаков и Михаил Ногин. Открытие архитектурного комплекса, включающего памятник Алиеву, состоялось 10 мая 2005 года, в день 82-летия Гейдара Алиева, в сквере перед Дворцом имени Гейдара Алиева. На церемонии открытия приняли участие президент Азербайджана Ильхам Алиев, главы министерств и ведомств, депутаты парламента, представители общественности страны, а также дипломатического корпуса, аккредитованного в Баку.

## История создания
Над созданием комплекса работала группа российских архитекторов и скульпторов под руководством главного художника Москвы архитектора Игоря Воскресенского. О создании памятника в своём интервью РИА «Новости» Воскресенский заявил:
Гейдар Алиев — это не просто человек, а государственный деятель, создавший по сути на собственных плечах азербайджанское государство, и большой ответственностью являлось создать атмосферу, настроение комплекса, передать качество этого человека.
.
Непосредственно же над изготовлением памятника работали скульпторы Салават Щербаков и Михаил Ногин. По словам Щербакова, для его изготовления «были использованы самые традиционные, вечные материалы — бронза и гранит, а лепили мы сам памятник в Москве».
Как отметил Щербаков, «это была совместная творческая работа азербайджанских строителей и московских художников, архитекторов и скульпторов». Кроме этого одним из соавторов была Мехрибан Алиева (супруга президента Ильхама Алиева), которая выбирала варианты и многое советовала. Щербаков называет её полноценным членом и даже руководителем коллектива.
При изготовлении постамента и обелисков использовался массивный гранит без бетона. Общая высота памятника — около 12 метров. Высота самой фигуры без постамента — выше 5 метров, а с поднятой рукой — около 6 метров.